# Archibald Douglas of Douglas
Sir Archibald of Douglas (vor 1183; † um 1240) war ein schottischer Adliger aus dem Clan Douglas.
Er war der älteste Sohn des William of Douglas († 1213), der als Kronvasall Laird der namensgebenden feudalen Baronie Douglas in Lanarkshire war. Er tritt erstmals um 1198 urkundlich in Erscheinung, als er zugunsten von Thomas, Sohn des Edward, Laird von Restalrig, auf die Länderei Hailes in Lothian verzichtete, mit der er von der Abtei von Dunfermline belehnt war.
Nach dem Tod seines Vaters beerbte er diesen spätestens 1214 als Laird der feudalen Baronie Douglas einschließlich Douglas Castle. Zwischen 1214 und 1226 erwarb er von Malcolm, Earl of Fife, die Ländereien Livingston und Hermiston in Lothian. Offenbar residierte er auch regelmäßig in Morayshire, wo er in Urkunden der dortigen Bischöfe, nämlich seines Bruders Brice Douglas († 1222) und dessen Nachfolgers Andrew Murray († 1242), auftritt. Im Juli 1238 war er mit König Alexander II. in Selkirk anwesend, als dieser Maldouen († 1251) als Earl of Lennox bestätigte. Archibald ist letztmals 1239 urkundlich belegt und starb vermutlich wenig später.
Archibald war mit Margaret, Tochter des Sir John of Crawford, verheiratet und hinterließ mindestens zwei Söhne:
- Sir William „Longleg“ Douglas (1220–1274), Laird of Douglas;
- Sir Andrew Douglas (vor 1240–nach 1259), Laird of Hermiston.